# Saint-Avit-le-Pauvre
Saint-Avit-le-Pauvre es una comuna francesa situada en el departamento de Creuse, en la región de Nueva Aquitania.

## Demografía
| 99 | 104 | 91 | 76 | 69 | 80 | 82 |
| Para los censos de 1962 a 1999 la población legal corresponde a la población sin duplicidades (Fuente: INSEE [Consultar]) |     |    |    |    |    |    |